# Шаєвич Михайло Абрамович
Шаєвич Михайло Абрамович — радянський, український кінорежисер, сценарист. Заслужений працівник культури України (2008). Кавалер ордена «За заслуги» ІІІ ступеня (2016).

## Біографія
Народився 18 вересня 1941 р. у м. Свердловську (РРФСР) в родині військовослужбовця.
Закінчив Всесоюзний державний інститут кінематографії (1972).
Працює на Київській кіностудії ім. О. П. Довженка — режисер, сценарист та літературний редактор.
Член Національної спілки кінематографістів України.

## Фільмографія
- «Бірюк» (1977, асистент режисера)
- «Бачу ціль» (1978, асистент режисера у співавт.)

Другий режисер у фільмах:
- «У бій ідуть лише „старі“» (1973),
- «Народжена революцією» (1974—1977, т/ф, 10 с),
- «Чорна курка, або Підземні жителі» (1980),
- «Польоти уві сні та наяву» (1982),
- «У привидів у полоні» (1984),
- «Капітан Фракасс» (1984, т/ф, 2 с, у співавт.),
- «Нові пригоди янкі при дворі короля Артура» (1988),
- «Смиренне кладовище» (1989),
- «Записки кирпатого Мефістофеля» (1994) та ін.

Сценарист:
- «Залізна сотня» (2004, у співавт. з В. Портяком)
- «Владика Андрей» (2008, у співавт.)